# Campylobacter
Campylobacter — рід грам-негативних бактерій. Рухомі, з одним або двома полярними джгутиками, ці організми мають частково скривлену паличкоподібну форму та позитивні на оксидазу. Як мінімум декілька видів Campylobacter — патогени людини, найчастіше це C. jejuni і C. coli, які спричинюють кампілобактеріоз. C. fetus — часта причина мимовільних абортів рогатої худоби й овець, так само як і опортуністичні патогени людини.
Геноми кількох видів Campylobacter були секвенировані, щоб надати можливість вивчати їх механізми патогенності.

## Патогенез
Ураження видами Campylobacter — одна з найзагальніших причин бактеріального гастроентериту людини. У США 15 з кожних 100 тисяч людей щороку діагностують кампілобактеріоз, при цьому багато випадків залишаються незареєстрованими, тому до 0,5 % всього населення, можливо, щорічно несвідомо заражається бактеріями Campylobacter. Діарея, судоми, біль у животі й гарячка розвиваються через 2-5 днів після проникнення Campylobacter і в більшості людей хвороба перебігає протягом 7-10 днів. Вона іноді може бути смертельною, і в деяких (менш ніж 1 в 1000 випадках) індивідуумів розвивається синдром Гієна — Барре, при якому пошкоджуються нерви, що ведуть від спинного і головного мозку до решти частин тіла.
Кампілобактеріоз зазвичай спричинює C. jejuni, спіралеподібна бактерія, яку часто знаходять у рогатій худобі, свинях і птахах, де вона живе як сапрофіт. Але хворобу також можуть спричинити C. coli (також знаходять у рогатій худобі, свинях і птахах), C. upsaliensis (знаходять у котів і собак) і C. lari (знаходять у морських птахів). Патогенні бактерії частіше за все потрапляють до людей через заражені харчові продукти, часто недосмажені або невірно приготовлені, забруднену питну воду або контакт із зараженою домашньою птицею та тваринами.
Представники Campylobacter містять два тандемно розташовані гени флажедіну для руху: flaA і flaB. Ці гени піддаються інтергенетичним рекомбінаціям, зумовлюючи вірулентність.

## Лікування
Інфекції людини, які спричинює Campylobacter, зазвичай лікують симтоматично, підтримкою гідратації організму й заміною втрачених солей при високих рівнях дегідратації і демінералізації. Еритроміцин може використовуватися для лікування дітей, а тетрациклін — для дорослих. Триметопрім-сульфатоксазол і ампіцилін неефективні проти Campylobacter.
Заражених птахів лікують енрофлоксацином і сарафлоксацином, часто ці препарати застосовуються масово для всіх птахів у зграї для знищення осередків інфекції. FDA розглядає заборону цієї практики, тому що вона часто не знищує всі бактерії Campylobacter, але призводить до виникнення бактерій, стійких до антибіотиків класу флюорохінолу.